# Centro Sismológico Nacional
El Centro Sismológico Nacional (CSN), anteriormente llamado Servicio Sismológico de Chile, es un organismo sismológico chileno, dependiente de la Facultad de Ciencias Físicas y Matemáticas (FCFM) de la Universidad de Chile. Su sede está en el Departamento de Geofísica de dicha facultad (avenida Blanco Encalada 2002). Su actual director es Sergio Barrientos.
Tiene como misión entregar información sismológica al Servicio Nacional de Prevención y Respuesta ante Desastres, y al Servicio Hidrográfico y Oceanográfico de la Armada de Chile, A febrero de 2011 contaba con 65 estaciones sismológicas repartidas por todo el país.
En la Red Sismológica Mundial es conocida con la sigla GUC, acrónimo de "Geofísica Universidad de Chile".[cita requerida]

## Historia

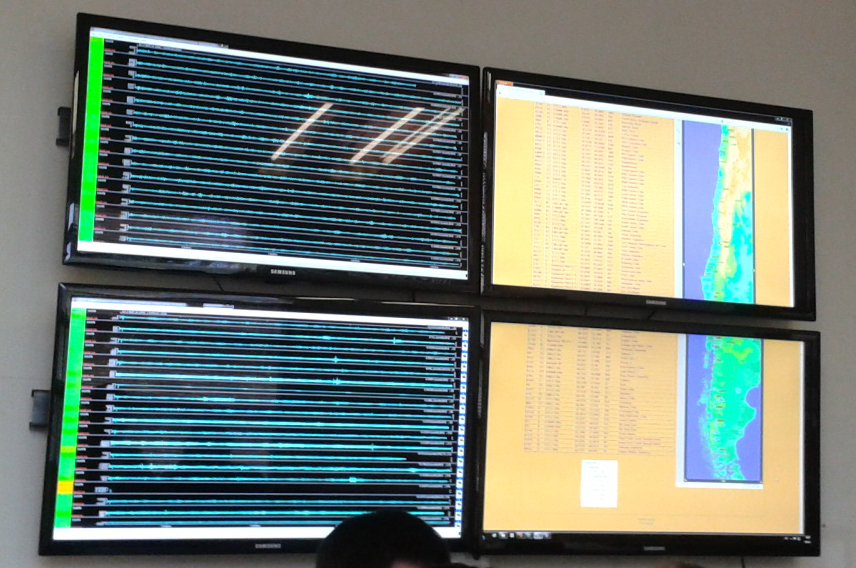
Monitoreo a tiempo real de las estaciones del organismo en 2012.

Originalmente ideado por el rector de la Universidad de Chile, Valentín Letelier, el Servicio Sismolójico de Chile (sic) fue fundado por el presidente Pedro Montt el 1 de mayo de 1908, debido a la necesidad de un organismo sismológico en el país que se hizo patente tras el gran terremoto que asoló Valparaíso en 1906.
Su primer director fue el francés Fernand Montessus de Ballore. La primera estación sismológica del servicio fue instalada en 1908 en el Cerro Santa Lucía, en Santiago de Chile. Posteriormente se inauguraron estaciones en Tacna, Copiapó, Osorno y Punta Arenas, entre otros lugares. Recientes investigaciones históricas evidencian que el Servicio Sismológico de Chile se creó como una red de 4 observatorios de segunda clase y un observatorio central creados entre 1908 y 1909, 29 estaciones sísmicas creadas en 1909, a la que luego se sumaron los testimonios de observadores como telégrafos, guardianes de faro, ferrocarriles y voluntarios.
En 1927 el Servicio Sismológico pasó a depender de la Universidad de Chile. En esa universidad fue parte del Departamento de Geofísica (DGF) de la Facultad de Ciencias Físicas y Matemáticas (FCFM). En 2013 fue renombrado Centro Sismológico Nacional.

## Directores
- Fernand Montessus de Ballore (1908-1923)
- Carlos Bobillier (1923-1935)
- Enrique Donoso (1935-1941)
- Federico Greve (1941-1961)
- Edgar Kausel Vecchiola (1961-1965)
- Cinna Lomnitz (1965-1969)
- Lautaro Ponce Mori (1969-1972)
- Emilio Lorca Mella (1972)
- Raul Madariaga (1972-1973)
- Edgar Kausel Vecchiola (1973-1981)
- Mario Pardo P. (1981-1986)
- Sergio Barrientos Parra (1986-1987)
- John Bannister
- Cecil Bannister
- Enrique Gajardo
- Peter Wagner
- Lautaro Ponce Mori (1994-1995)
- Emilio Lorca Mella (1995-1997)
- Jaime Campos M. (1997-2007)
- Sergio Barrientos Parra (2008-)